# 丝裂亚菊
丝裂亚菊（学名：Ajania nematoloba）是菊科亚菊属的植物，为中国的特有植物。分布于中国大陆的甘肃等地，生长于海拔1,750米至2,250米的地区，目前尚未由人工引种栽培。